# Liste du patrimoine culturel immatériel de l'humanité en Zambie
Cet article recense les pratiques inscrites au patrimoine culturel immatériel en Zambie.

## Statistiques
La Zambie ratifie la convention pour la sauvegarde du patrimoine culturel immatériel le 10 mai 2006. La première pratique protégée est inscrite en 2008.
En 2024, la Zambie compte 6 éléments inscrits au patrimoine culturel immatériel, tous sur la liste représentative.

## Listes

### Liste représentative
Les éléments suivants sont inscrits sur la liste représentative du patrimoine culturel immatériel de l'humanité.
| Élément                                                                          | Type                                                                               | Subdivision                         | Année | Lien  | Notes                                   | Illus. |
| -------------------------------------------------------------------------------- | ---------------------------------------------------------------------------------- | ----------------------------------- | ----- | ----- | --------------------------------------- | ------ |
| Le Gule Wamkulu                                                                  | traditions et expressions orales pratiques sociales, rituels et événements festifs |                                     | 2008  | 00142 | Partagé avec le Malawi et le Mozambique |        |
| La mascarade Makishi                                                             | pratiques sociales, rituels et événements festifs                                  |                                     | 2008  | 00140 |                                         |        |
| La danse mooba du groupe ethnique lenje (es) dans la province Centrale de Zambie | pratiques sociales, rituels et événements festifs                                  | Province centrale                   | 2018  | 01372 |                                         |        |
| La danse budima                                                                  | pratiques sociales, rituels et événements festifs arts du spectacle                |                                     | 2020  | 01567 |                                         |        |
| La danse kalela                                                                  | pratiques sociales, rituels et événements festifs arts du spectacle                | Luapula                             | 2022  | 01698 |                                         |        |
| La danse mangwengwe                                                              | pratiques sociales, rituels et événements festifs arts du spectacle                | Muchinga, Orientale, Septentrionale | 2024  | 01855 |                                         |        |

### Patrimoine immatériel nécessitant une sauvegarde urgente
La Zambie ne compte aucun élément inscrit sur la liste du patrimoine immatériel nécessitant une sauvegarde urgente.

### Registre des meilleures pratiques de sauvegarde
La Zambie ne compte aucune pratique listée au registre des meilleures pratiques de sauvegarde.